# Ud Joffe
Ud Joffe (* 17. Oktober 1967 in Israel) ist ein israelischer Dirigent. 
Joffe studierte an der Rubin-Akademie für Musik und Tanz in Jerusalem und bei Uwe Gronostay an der Universität der Künste Berlin. Seit Mitte der 1990er Jahre konzertierte Joffe mit verschiedenen Orchestern, wie den Berliner und Brandenburger Symphonikern, dem Kammerorchester der Komischen Oper Berlin, der Brandenburgischen Philharmonie Potsdam und der Baltischen Philharmonie Danzig. Von 1996 bis 1998 war er Leiter des Sibelius-Orchesters Berlin.
1997 übernahm Joffe als Nachfolger von Friedrich Meinel die Leitung der Potsdamer Kantorei an der Erlöserkirche. 1999 gründete er den Neuen Kammerchor Potsdam und 2000 das Neue Kammerorchester Potsdam. Von 2000 bis 2011 war Joffe Leiter des Neuen Chores Berlin. 2001 initiierte er die erste Vocalise, ein Potsdamer Musikfestival für Vokalmusik, das seitdem jährlich stattfindet. Ud Joffe wirkte bei zahlreichen Opernprojekten des Hans Otto Theaters Potsdam mit. Viele Opernprojekte, als auch kammermusikalische Arbeit prägen sein künstlerisches Gesamtbild.
Ud Joffe lebt in Potsdam. Er ist Vorsitzender der Synagogengemeinde Potsdam, einer der drei parallel bestehenden jüdischen Gemeinden der brandenburgischen Landeshauptstadt.